# Xingú (álbum)
Xingú es el segundo álbum de estudio oficial de la banda chilena Combo Xingú, lanzado originalmente en 1972 por el sello IRT y luego reeditado como CD en 2006.

## Lista de canciones
| Lado A |                                      |                                   |          |  |
| N.º    | Título                               | Música                            | Duración |  |
| 1.     | «Baja a las chiquillas»              | D.R.                              | 4:33     |  |
| 2.     | «Puente sobre aguas turbulentas»     | Simon and Garfunkel               | 4:47     |  |
| 3.     | «Tanga boo gonk»                     | Fukua, Howard, Churchill, Bullock | 3:26     |  |
| 4.     | «No permitas que me interpreten mal» | Benjamin, Caldwell, Marcus        | 2:59     |  |
| 5.     | «Moby Dick»                          | Page, Bonham, Jones               | 3:08     |  |
| 18:53  |                                      |                                   |          |  |

| Lado B |                          |                      |          |  |
| N.º    | Título                   | Música               | Duración |  |
| 6.     | «Black power»            | Arellano, Ortiz      | 3:19     |  |
| 7.     | «Hot pants»              | James Brown          | 3:25     |  |
| 8.     | «493 West»               | Arellano             | 6:28     |  |
| 9.     | «Luces brillantes»       | Lou Reed             | 3:10     |  |
| 10.    | «Everybody's everything» | Santana, Brown, Moss | 3:11     |  |
| 19:33  |                          |                      |          |  |